# محوطه شماره ۷ شمس‌آباد
محوطه شماره ۷ شمس‌آباد مربوط به هزاره اول تا ۳ قبل از میلاد است و در شهرستان ایرانشهر، بخش بمپور، دهستان بمپور غربی، ۲/۱ کیلومتری روستای شمس‌آباد واقع شده و این اثر در تاریخ ۲۷ اسفند ۱۳۸۶ با شمارهٔ ثبت ۲۲۷۱۲ به‌عنوان یکی از آثار ملی ایران به ثبت رسیده است.